# Marie-Pier Beaudet
Marie-Pier Beaudet (* 12. Dezember 1986 in Québec, Provinz Québec) ist eine kanadische Bogenschützin.
Beaudet nahm 2004 an den Olympischen Spielen in Athen teil. Damit war sie zu diesem Zeitpunkt nicht nur die jüngste kanadische Bogenschützin überhaupt, sondern auch die erste, die sich für die Olympischen Spiele qualifizieren konnte, seit Brenda Cuming 1988. 
2007 nahm sie an den Panamerikanischen Spielen teil und gewann dort in der Teamwertung Silber. 2008 in Peking trat Beaudet wieder für Kanada bei den Olympischen Spielen an. 2010 gewann Beaudet bei den Commonwealth Games in Neu-Delhi die Bronzemedaille im Teamwettbewerb mit dem Recurvebogen.
Früher wurde sie von ihrem Vater, dem ehemaligen Bogenschützen Denis Beaudet, trainiert.